# الهه رضایی
الهه رضایی با نام اصلی معصومه رضایی (زادهٔ ۱۲ بهمن ۱۳۴۲) مجری و گوینده تلویزیون است.

## فعالیت‌ها
الهه رضایی در سال ۱۳۵۸ و هنگامی که ۱۵ ساله بود، برای اجرا در برنامه کودک پذیرفته شد و فعالیت خود را آغاز کرد. در تیر همین سال بود که اولین اجرای خود را مقابل دوربین انجام داد. او در دهه شصت خورشیدی به عنوان مجری برنامه کودکان توانست به اوج معروفیت خود در تلویزیون برسد. وی در سال ۱۳۷۸ اجرای برنامه کودک را کنار گذاشت. پس از آن در برخی برنامه‌های بزرگسالان به عنوان مجری به فعالیت پرداخت. وی پس از گذشت سال‌ها، در سال ۱۳۸۹، در برنامه‌ای تحت عنوان «بچه‌های دیروز»، که کارتون‌ها و برنامه‌های قدیمی را به منظور تجدید خاطره پخش می‌کرد، به اجرای برنامه پرداخت.